# Petrine Agger
Petrine Agger, född 2 augusti 1962 i, är en dansk skådespelerska.
Agger har bland annat medverkat i filmen Polle Fiction. Hon har även medverkat i den danska julkalendern Kometernas jul och i TV-serien Begravda hemligheter spelade hon Ulla Saxtorp, en av de mer tongivande rollerna.

## Filmografi
- 2002 – Polle Fiction
- 2021 – Kometernas jul (TV-serie)
- 2025 – Begravda hemligheter (TV-serie)